# Eulepida reichei
Eulepida reichei är en skalbaggsart som beskrevs av Thomson 1858. Eulepida reichei ingår i släktet Eulepida och familjen Melolonthidae. Inga underarter finns listade i Catalogue of Life.